# Sabaria squalidaria
Sabaria squalidaria là một loài bướm đêm trong họ Geometridae.